# Empis cherskii
Empis cherskii är en tvåvingeart som beskrevs av Igor Shamshev 2006. Empis cherskii ingår i släktet Empis och familjen dansflugor. Inga underarter finns listade i Catalogue of Life.